# Mares Filmes
Mares Filmes é um distribuidora de filmes criada em 2005.

## História
A empresa começou a distribuir filmes em 2005, e em 2010 passou focar nos circuitos dos cinemas. Em 2015 apresentou quatro filmes no Festival de Cannes. Ainda em 2015, foi a distribuidora com mais títulos Festival Varilux de Cinema Francês, sete no total.
No ano seguinte, foi a com mais filmes com indicações ao prêmio César, somando 34 nomeações entre os títulos.
Em 2018, após iniciar uma parceria com a A2 Filmes, lançou no Brasil quatro títulos no Festival Varilux: L'appatirion (bra: A Aparição), Le Retour du héros (bra:. O Retorno do Herói), Marvin ou la Belle Éducation (bra: Marvin) e Gauguin - Voyage De Tahiti (bra: Gauguin – Viagem ao Taiti). Mais tarde, permitiu a transmissão de alguns dos seus filmes no Festival Varilux Em Casa 2020, que aconteceu de forma virtual e gratuita.
A distribuidora também comercializou filmes em associação com a Europa Filmes e a Alpha Filmes. Em 2021 a Mares Filmes lançou a edição definitiva e limitada em blu-ray do filme A Criada no Brasil, na Versátil Home Vídeo, após uma parceria feita com a mesma. Posteriormente, foram anunciados os lançamentos de What We Do in the Shadows (bra:O Que Fazemos nas Sombras), Im Labyrinth des Schweigens (bra/prt:Labirinto de Mentiras), Der Hauptmann (bra:O Capitão) e Carol também pela Versátil.
Ainda em 2021, foi apresentada na FamDVD a edição de colecionador em Blu-ray de Mommy.

## Alguns dos títulos
- Straume (bra:Flow) (lançado em 2025)[14]
- Im Labyrinth des Schweigens (bra/prt: Labirinto de Mentiras)
- Ah-ga-ssi (bra/prt: A Criada)
- What We Do in the Shadows (bra: O Que Fazemos nas Sombras)
- Der Hauptmann (bra: O Capitão)
- Carol
- Agnus Dei
- Mommy
- Visages, villages[15]
- Knuckleball (bra: Sozinho com o Inimigo)[16]
- Radius (bra: Zona Mortal)
- Walking Out (bra: Em Retirada)[17]
- Suite Française (bra: Suite Francesa)